# Amphoe Phayakkhaphum Phisai
Amphoe Phayakkhaphum Phisai (thaï : พยัคฆภูมิพิสัย) est un amphoe de la province de Maha Sarakham.